# Dave Barker
Dave Barker, pravog imena David Crooks (Franklyn Town, Kingston, Jamajka, 10. listopada 1947., po nekim autorima 1948.) je jamajčanski rocksteady i reggae glazbenik. Pjevač je koji je napravio niz samostalnih albuma te albuma koje je snimio kao član sastava The Techniques i kao drugi član dvojca Dave and Ansell Collins.

## Karijera
Rodio se je 1948. godine na Jamajci. Nakon njegove četvrte godine su ga odgajali baka i troje braće njegovih roditelja jer mu je majka emigrirala u Englesku 1952. godine. Otac mu je emigrirao u SAD još prije nego što se rodio. Promucao je zbog toga što su ga tukla braća njegovih roditelja i učitelji. Unatoč tomu, propjevao je kao mladić, nadahnut Jamesom Brownom i Otisom Reddingom, koje je čuo na američkim radijskim postajama.
Njegov prvi sastav je bio Two Tones kojeg je formirao s prijateljima Brentonom Matthewsom i Fatheadom, koji su dotad bezuspješno snimali materijale kod Dukea Reida. Barker se je kratko pojavio u The Techniquesima Winstona Rileya, pjevajući pored Rileya i Brucea Griffina. Formirao je dvojac s Glenom Brownom Glen and Dave, snimajući za Harryja J i Coxsonea Dodda, dok je istovremeno radio u tvornici za tisak ploča diskografske kuće Studia One. Brown je upoznao Crooksa s Leejem "Scratchem" Perryjem, predloživši Perryju neka Crooks snimi pjesmu prigodom snimanja. Rezultat je bila skladba Prisoner of Love koja je dovela do toga da je Crooks postao redovnim pjevačem za Perryja, koji je odlučio da bi Crooks trebao snimati pod imenom Dave Barker, osim toga, ohrabrivši tako deejayske vokale američkog stila uz Barkerove uobičajene visoke tenorske dionice.
Barkerovi singlovi koji su postali hitom su bili Shocks of a Mighty i Spinning Wheel (s Melanie Jonas). Nakon njih je 1970. uslijedio njegov prvi album Prisoner of Love. Radivši za Perryja i u isto vrijeme za The Wailerse Boba Marleya, nepripremljeno izvevši skladbu potonjeg Small Axe za Shocks 71 iz 1971. godine. Ožujak 1971. mu je donio međunarodnu slavu kao dio dvojca s Ansellom Collinsom. Double Barrel je bio broj 1 u Ujedinjenom Kraljevstvu. Ujedno je bio i prvom snimkom na kojoj je svirao bubnjar Sly Dunbar.
Nakon Double Barrela je iste godine u lipnju uslijedio hit koji je došao do broja 7 u Ujedinjenom Kraljevstvu, Monkey Spanner. Duet nije uspio zadržati uspjeh u Uj. Kraljevstvu te se Collins vratio na Jamajku, dok je Barker ostao u Engleskoj. Ondje se opet upustio u samostalnu karijeru. Godine 1976. je izdao In The Ghetto koji je bio isključivo njegovim projektom, iako su kao izvođači navedeni duet Dave and Ansell Collins. Potom se pridružio vokalnom sastavu Chain Reaction gdje je svirao zajedno s Bruceom Ruffinom i Bobbyjem Davisom, ciljajući na tržište ljubitelja soul glazbe, no nije postigao uspjeh. Nastavio je snimati te je tako se pojavio album uživo na kojem je Barker pjevao zajedno s The Selecterom.
Godine 2005. je izveo nekoliko pjesam s engleskim ska-reggae sastavom The Riffs u londonskom klubu Ska. Obrada njegove pjesme Double Barrel koju je snimio zajedno s The Riffsima je izdana na albumu The Riffs - Live at Club Ska sljedeće godine pod etiketom Moon Ska Records.

## Diskografija

### Albumi
- Prisoner Of Love (1970.) Trojan (Dave Barker meets The Upsetters)
- Double Barrel (1971.) Big Tree/Techniques (Dave & Ansell Collins) also issued on RAS with different track listing
- In The Ghetto (1976.) Trojan
- Roadblock (1979.) Bushranger
- Never Lose Never Win (1976.) Gull (Chain Reaction)
- Change of Action (1983.) Vista
- Chase a Miracle (1983.) Vista
- Classics (1991.) Techniques (The Techniques)
- Monkey Spanner (1997.) Trojan
- Dave And Ansel Collins (2001.) Armoury (Dave & Ansell Collins)
- Kingston Affair (200?.) Moon Ska (Dave Barker & The Selecter)

## Vanjske poveznice
- Roots-archives Dave Barker